# Держторг
Держторг РРФСР (Державна експортно-імпортна контора, акціонерне товариство; рос. Госторг РСФСР) — організація, що здійснювала монополію зовнішньої торгівлі в перші роки радянської влади, створена 1922 року. 

## Історія
Організація створена 1922 року, була одним із найважливіших підрозділів Наркомату зовнішньої торгівлі. Держторг здійснював експортно-імпортні операції на зовнішньому ринку: вивозив традиційні товари російського експорту — хутро, льон, прядиво, пшеницю, рибу, а на виручку від експорту закуповував машини, верстати, обладнання. Окрім того, Держторг вів і заготівельну роботу: створював підприємства з переробки сільськогосподарської сировини, сприяв промисловому звіроловству.
Головою Правління Держторгу РРФСР та членом колегії Наркомату зовнішньої торгівлі РРФСР з 1924 по 1927 рік був відомий радянський дипломат Олександр Трояновський. Як писав про нього згодом колишній нарком зовнішньої торгівлі Анастас Мікоян: «Трояновський за своєю хваткою анітрохи не поступався американським бізнесменам»).

## Держторг у мистецтві
Діяльності Держторгу присвячений знаменитий пропагандистський документальний фільм кінорежисера Дзиґи Вертова «Шоста частина світу», який було знято на замовлення і коштом Держторгу в 1925—1926 роках.
Російський поет Володимир Маяковський згадував організацію у своєму вірші — «Про Держторг і кішку, про всіх потрішки» (рос. Про Госторг и кошку, про всех понемножку).